# Flagge Karakalpakistans
Die nationale Flagge der Autonomen Republik Karakalpakistan wurde am 14. Februar 1992 offiziell angenommen und orientiert sich an der Flagge Usbekistans.

## Beschreibung und Bedeutung
Die Flagge Karakalpakistans besteht aus einer waagerechten Trikolore in den Farben blau, gelb und grün. Links im obersten, blauen Streifen befinden sich ein weißer Halbmond und fünf fünfzackige Sterne. Der gelbe Mittelstreifen ist von jeweils mit einem schmalen rot-weißen Streifen eingefasst.
Die Farben der Flagge symbolisieren den Islam, Fruchtbarkeit und die Landwirtschaft (grün), Wasser und Himmel (blau), Frieden, Wohlstand und Harmonie (weiß) und das karakalpakische Volk (gelb).

## Farben
| System                      | Blau      | Weiß        | Rot     | Gelb      | Grün      |
| --------------------------- | --------- | ----------- | ------- | --------- | --------- |
| RGB                         | 0-154-205 | 255-255-255 | 238-0-0 | 255-215-0 | 50-205-50 |
| Hexadezimale Farbdefinition | #20B5CD   | #FFFFFF     | #EE0000 | #FFD700   | #32CD32   |

## Karakalpakische ASSR
Die ehemalige Karakalpakische ASSR, ab 1936 ein Teil der Usbekischen SSR, zuvor seit 1932 Teil der Russischen SFSR, hatte ab 1934 eine eigene Flagge, die sich ähnlich wie die der Usbekischen SSR entwickelte. Grunddesign der Flagge war stets ein rotes Tuch mit Aufschrift.
Die erste Flagge zeigte die Aufschrift RSFSR und Karakalpakische ASSR in karakalpakischer Lateinschrift und auf russisch. 1937 wurde die Aufschrift geändert, ab sofort war Usbekische SSR und Karakalpakische ASSR auf Karakalpakisch und kyrillisch-Usbekisch zu lesen. Nachdem die karakalpakische Sprache ab 1940 mit kyrillischen Zeichen geschrieben wurde, änderte sich die karakalpakische Aufschrift im Jahr 1941. Ab 1952 hatte die Flagge einen blauen vertikalen Streifen in der Mitte. Über dem Streifen stand Karakalpakische ASSR auf Usbekisch und karakalpakisch geschrieben; darüber prangten die Symbole Hammer und Sichel und roter Stern.

Karakalpakische ASSR, 1934 bis 1937
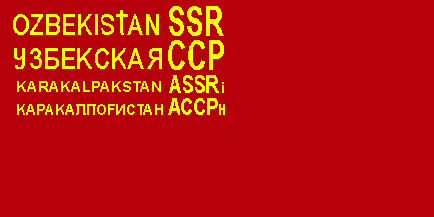
Karakalpakische ASSR, 1937 bis 1941
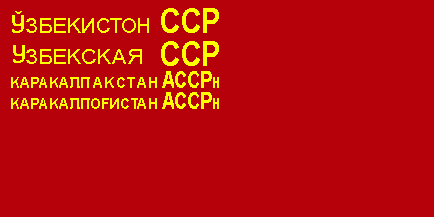
Karakalpakische ASSR, 1941 bis 1952
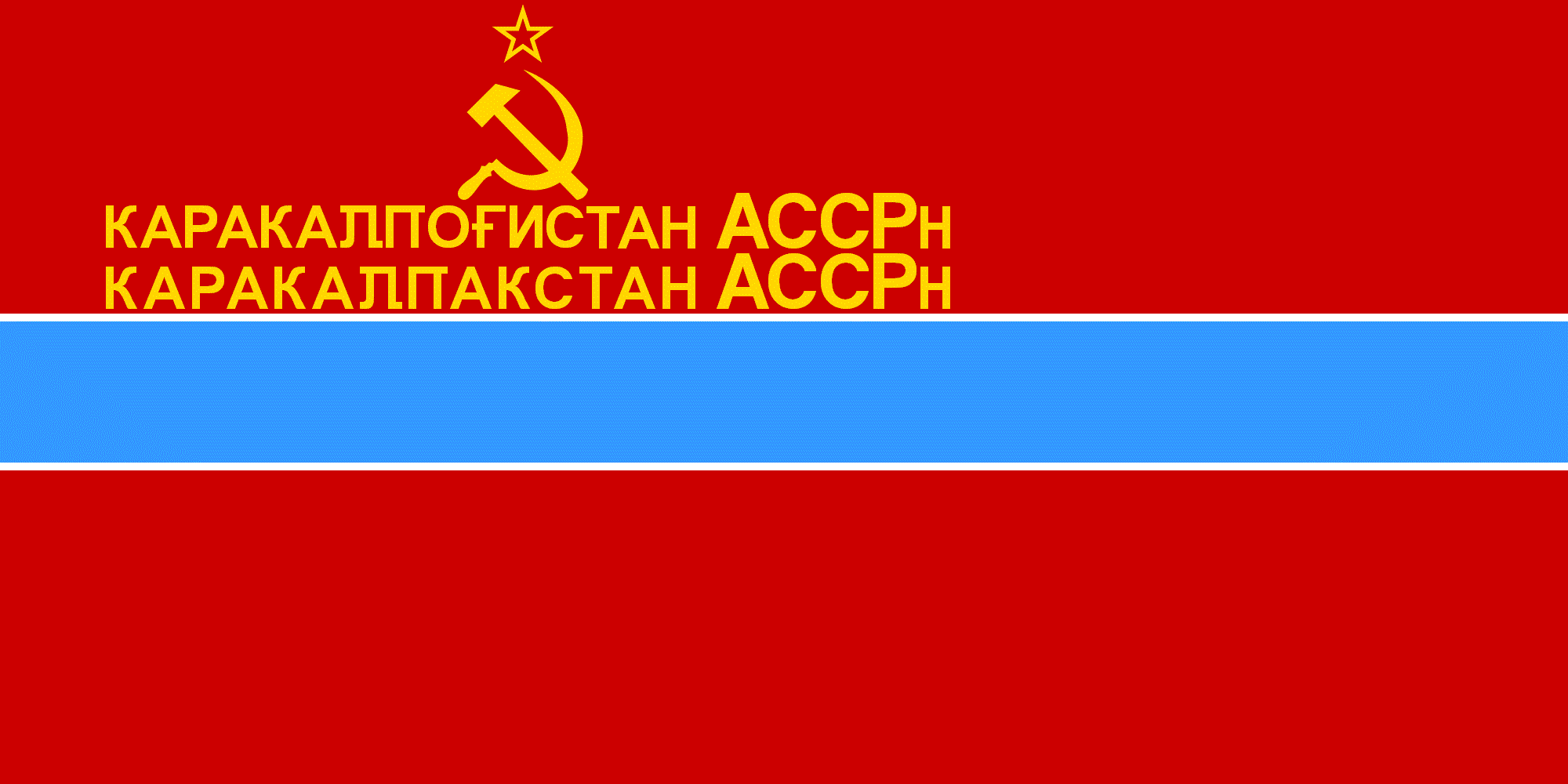
Karakalpakische ASSR, 1952 bis 1991